# Вільямсбург (Огайо)
Вільямсбург (англ. Williamsburg) — селище (англ. village) в США, в окрузі Клермонт штату Огайо. Населення — 2570 осіб (2020).

## Географія
Вільямсбург розташований за координатами 39°3′6″ пн. ш. 84°2′52″ зх. д. / 39.05167° пн. ш. 84.04778° зх. д. (39.051791, -84.047677).  За даними Бюро перепису населення США в 2010 році селище мало площу 5,09 км², з яких 5,04 км² — суходіл та 0,05 км² — водойми. В 2017 році площа становила 6,64 км², з яких 6,55 км² — суходіл та 0,09 км² — водойми.

## Демографія
Згідно з переписом 2010 року, у селищі мешкало 2490 осіб у 990 домогосподарствах у складі 634 родин. Густота населення становила 489 осіб/км².  Було 1102 помешкання (216/км²).
Расовий склад населення:
| - 98,0 % — білих - 0,5 % — чорних або афроамериканців - 0,2 % — корінних американців - 0,1 % — азіатів |

До двох чи більше рас належало 1,0 %. Частка іспаномовних становила 0,5 % від усіх жителів.
За віковим діапазоном населення розподілялося таким чином: 26,7 % — особи молодші 18 років, 61,5 % — особи у віці 18—64 років, 11,8 % — особи у віці 65 років та старші. Медіана віку мешканця становила 36,6 року. На 100 осіб жіночої статі у селищі припадало 93,8 чоловіків;  на 100 жінок у віці від 18 років та старших — 90,8 чоловіків також старших 18 років.
Середній дохід на одне домашнє господарство  становив 54 511 долар США (медіана — 46 094), а середній дохід на одну сім'ю — 58 688 доларів (медіана — 48 616). Медіана доходів становила 47 813 долари для чоловіків та 30 833 долари для жінок. За межею бідності перебувало 24,8 % осіб, у тому числі 24,4 % дітей у віці до 18 років та 17,9 % осіб у віці 65 років та старших.
Цивільне працевлаштоване населення становило 1035 осіб. Основні галузі зайнятості: освіта, охорона здоров'я та соціальна допомога — 24,9 %, виробництво — 17,8 %, роздрібна торгівля — 15,4 %.